# Amplificatore operazionale a transconduttanza

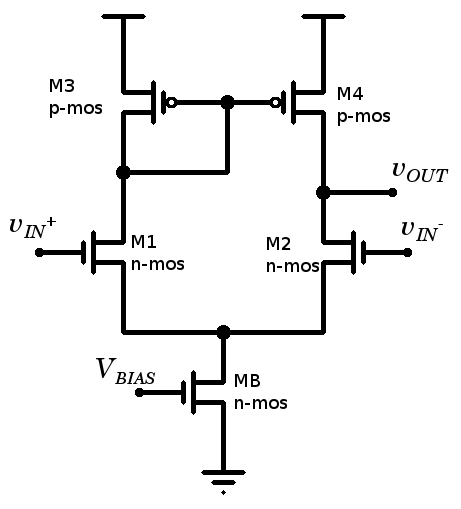
Schematico dell'OTA

L'amplificatore operazionale a transconduttanza (in inglese operational transconductance amplifier, da cui l'acronimo OTA) è un circuito elettronico analogico che può essere considerato la più semplice implementazione di un amplificatore operazionale.
La sua implementazione come circuito integrato, con l'utilizzo della tecnologia CMOS, richiede, nel caso più semplice, l'impiego di 5 transistor MOSFET. In genere costituisce lo stadio di ingresso per circuiti di amplificazione più complessi.

## Funzionamento
Il circuito è alimentato da una tensione costante che chiamiamo {\displaystyle V_{DD}}. Il segnale di ingresso {\displaystyle v_{IN}} è costituito da una parte costante {\displaystyle V_{IN}}e una parte variabile {\displaystyle v_{in}}. Allo stesso modo, la tensione di uscita {\displaystyle v_{OUT}} sarà un segnale variabile centrato su una tensione costante. Per il corretto funzionamento del circuito, tutti i transistor devono essere sempre in saturazione.

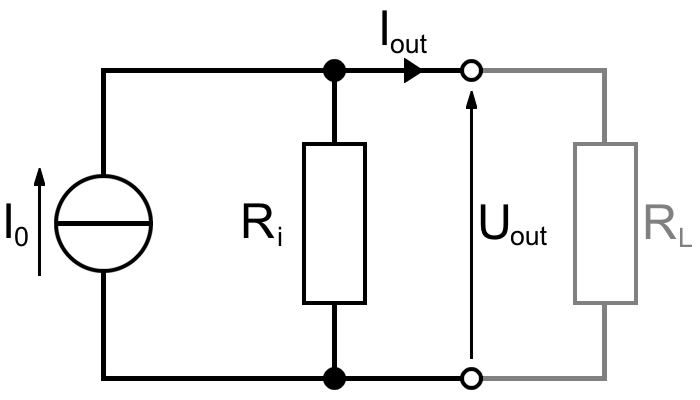
Generatore di corrente reale

Questo è importante perché si vuole che i transistor, a parità di tensione {\displaystyle V_{GS}} in ingresso, siano modellabili come dei generatori di corrente con in parallelo una resistenza di uscita (quest'ultima dovuta alla modulazione di lunghezza di canale e, in ogni caso, ha effetti di second'ordine per MOSFET submicrometrici). È fondamentale capire che, a causa della caratteristica del transistore, tale parallelo deve erogare (assorbire), nel caso di PMOS (NMOS), una corrente {\displaystyle |I_{out}|>|I_{0}|} (considerando {\displaystyle I_{out}} uscente dal Drain, si ha {\displaystyle I_{out}<I_{0}<0} per un NMOS e {\displaystyle 0<I_{0}<I_{out}} per un PMOS). La differenza tra le correnti è legata alla caduta di potenziale da {\displaystyle U_{out}={{(I_{0}-I_{out})}\cdot {R_{i}}}}.

### Comportamento in continua, polarizzazione
Tutti i segnali sono costanti, {\displaystyle V_{IN}^{+}=V_{IN}^{-}} . I due transistor di tipo P-MOS M3 e M4 costituiscono uno specchio di corrente. Il transistor M3 è collegato a diodo (gate e drain cortocircuitati), questo implica che la tensione {\displaystyle V_{SG}} è sempre determinata dalla corrente che scorre nel transistor. La stessa tensione {\displaystyle V_{SG3}=V_{SG4}} è applicata sul gate del transistor M4 causando lo scorrimento di una corrente della stessa intensità anche su di esso.
La corrente totale che deve scorrere nel circuito è imposta dal transistor di polarizzazione MB che ha una tensione di gate {\displaystyle V_{GSB}=V_{BIAS}} imposta dall'esterno tramite un circuito di polarizzazione.
I transistor di tipo N-MOS M1 e M2 costituiscono la coppia differenziale e sul terminale gate di essi è applicata la tensione {\displaystyle v_{IN}} da amplificare.
Su {\displaystyle V_{out}} è presente una tensione di uscita costante che dipende dalle dimensioni dei transistor, in genere si tende a dimensionare i transistor per avere {\displaystyle V_{out}={{V_{DD}} \over {2}}}.

### Comportamento a piccolo segnale
Se il circuito è polarizzato correttamente, il punto di lavoro dei transistori è all'interno della zona di saturazione. A questo punto è possibile applicare in ingresso un segnale variabile di ampiezza sufficientemente piccola, tale, cioè, che le non linearità intrinseche dei dispositivi agiscano in modo trascurabile su di esso. In questo modo, in uscita al circuito, si potrà ottenere una copia scalata o amplificata del segnale in ingresso in funzione ad opportuni vincoli definiti in fase di progettazione.
Il segnale applicato sui morsetti di ingresso causa una variazione in un verso (positiva o negativa) della tensione su vin+ e una variazione nell'altro verso (negativa o positiva) su vin- di uguale modulo. Se {\displaystyle v_{in}^{+}>0} e {\displaystyle v_{in}^{-}<0} M1 diventa più conduttivo, M2 diventa meno conduttivo e le correnti che scorrono nei due rami sono {\displaystyle i_{1}>i_{2}}.
Qualitativamente il meccanismo è questo: se M1 diventa più conduttivo allora richiederà di far scorrere una maggior corrente sul suo ramo. M3, essendo connesso a diodo, si adatterà a questa richiesta. La variazione di tensione causata sul gate di M3 dalla maggior corrente trasportata si ripercuote sul gate di M4 che diventa a sua volta più conduttivo. Attenzione, pur essendo M3-M4 uno specchio di corrente, M4 non riesce a far scorrere la stessa corrente che scorre in M3 perché quel ramo è ostacolato dalla minore conduttività di M2. A questo punto, rispetto alla condizione di equilibrio, M4 è più conduttivo e M2 è meno conduttivo. Come in un partitore resistivo la tensione del nodo centrale tende verso quella all'altro nodo del resistore più conduttivo, quindi in questo caso {\displaystyle V_{out}} cresce.
Il ragionamento in cui {\displaystyle v_{in}^{+}<0} e {\displaystyle v_{in}^{-}>0} è analogo e porta ad avere {\displaystyle V_{out}} che decresce.